# Ledris
Ledris (Ephedra) er den eneste slægt i sin familie (Ephedraceae) og orden (Ephedrales) og således ikke nært beslægtet med nogen anden slægt. Slægten forekommer med flere end 30 stedsegrønne arter i tørt klima over et stort område, mest på den nordlige halvkugle, bl.a. Sydeuropa, Nordafrika, det sydvestlige og centrale Asien og det sydvestlige Nordamerika. Ledris har ingen arter der er vildtvoksende i Danmark, men enkelte arter dyrkes hist og her i haver. Alle arter har karakter af små buske omend enkelte er så små at man ikke almindeligvis vil opfatte dem som buske. Planterne består som regel af grønne el. lysebrune stængler med rudimentære blade. Navnet ledris er passende da planten forekommer at bestå af leddelte ris (ris, her brugt som i fastelavnsris). Frugten er oftest bærlignende. Af udseende kan de arter der ses i Danmark minde lidt om en mellemting mellem purløg og padderok, men der er intet slægtsskab med disse to.
Flere af arterne indeholder alkaloiderne efedrin og pseudoefedrin der bl.a. har været brugt i hoste- og astma-medicin.
Her beskrives kun de arter, som bliver dyrket i Danmark.
| Beskrevne arter |

- Almindelig ledris (Ephedra foeminea)
- Toraklet ledris (Ephedra distachya)

| Beskrevne arter |

- Ephedra alata
- Ephedra altissima
- Ephedra americana
- Ephedra antisyphilitica
- Ephedra californica
- Ephedra campylopoda
- Ephedra chilensis
- Ephedra ciliata
- Ephedra coryi
- Ephedra equisetina
- Ephedra fasciculata
- Ephedra fragilis
- Ephedra gerardiana
- Ephedra intermedia
- Ephedra likiangensis
- Ephedra major
- Ephedra nevadensis
- Ephedra ochreata
- Ephedra pachyclada
- Ephedra procera
- Ephedra saxatilis
- Ephedra sinica
- Ephedra strobilacea
- Ephedra torreyana
- Ephedra triandra
- Ephedra trifurca
- Ephedra viridis

| Portal | Portal:Botanik |